# Il cavaliere del male
Il cavaliere del male (Demon Knight), è un film del 1995, diretto da Ernest R. Dickerson, ispirato alla popolare serie TV I racconti della cripta (Tales from the Crypt). Il titolo completo del film, che compare anche nei titoli di testa, è  I racconti della cripta: Il cavaliere del male.

## Trama

### Prologo
Una donna ha appena ucciso un uomo, Carl, per prendere possesso dei suoi soldi. Ella chiama Jack, il suo fidanzato, per venire dopo avere lasciato il cadavere di Carl a sciogliersi in una vasca di acido in cantina. Improvvisamente, però, Carl riprende vita e assale l'assassina con un'ascia mentre questa si fa un bagno. A questo punto si scopre che l'intera scena era in realtà un set dove si svolgono le riprese di una nuova puntata de I racconti della cripta diretta dallo stesso Guardiano della Cripta. Il Guardiano si lamenta della performance dell'attore principale per poi rivolgersi allo spettatore dicendo che sta pianificando di sfondare sul grande schermo con il suo primo progetto cinematografico: Il cavaliere del male.

### Il cavaliere del male
Il film si apre in Nuovo Messico, dove un uomo, "Il Collezionista", sta inseguendo in auto un fuggiasco chiamato Frank Brayker. Le loro vetture finiscono per schiantarsi e Brayker si allontana. Giunto alla località di Wormwood Brayker tenta di rubare una macchina parcheggiata presso una tavola calda, prima di essere costretto a scappare quando viene scoperto da un ragazzino che richiama gli adulti. Brayker va incontro a zio Willy, un vecchio sbronzo, che lo conduce in una pensione costruita su una chiesa abbandonata per passare la notte. Dopo aver affittato una camera, Brayker osserva il resto dei residenti: la proprietaria Irene, la prostituta Cordelia, l'impiegato postale licenziato Wally e Jeryline, una detenuta che lavora al bordello per ottenere il rilascio.
Un cuoco chiamato Roach infine arriva e dice che un uomo ha tentato di rubare la macchina del suo datore di lavoro alla tavola calda, e Irene sospetta di Brayker e decide di chiamare la polizia. Lo sceriffo Tupper e il suo vice Bob arrivano con il Collezionista, che li ha convinti che Brayker è un ladro pericoloso che sta inseguendo. Tuttavia, Tupper e Bob vengono informati che anche il Collezionista ha rubato una macchina e tentano di portarlo via con Brayker, ma egli uccide brutalmente Tupper sferrandogli un pugno che gli trapassa la testa. Brayker respinge il Collezionista fuori dall'edificio usando un suo artefatto. Il Collezionista quindi si taglia una mano e spargendo il suo sangue invoca dei feroci mostri demoniaci per attaccare i residenti. Brayker versa del liquido rosso racchiuso nell'artefatto per creare barriere protettrici e afferma che dovranno attendere la luce del giorno per salvarsi.
Incapace di entrare, il Collezionista usa i suoi poteri mentali per sedurre Cordelia possedendola e facendole uccidere Wally e strappare il braccio sinistro di Irene prima che Brayker la uccida. Il gruppo tenta di fuggire attraversando dei vecchi tunnel di una miniera abbandonata, dove Jeryline trova Danny, il ragazzino che aveva incontrato Brayker, che spiega di essersi rifugiato lì per salvarsi da alcuni residenti di Wormwood e dai suoi genitori, che sono stati posseduti dal Collezionista. Il gruppo quindi ritorna al punto di partenza e chiedono a Brayker spiegazioni. Egli spiega con riluttanza che il suo artefatto è l'ultima delle sette chiavi che Dio ha creato per tenere a bada le forze del male che vogliono impadronirsi della Terra, la prima chiave è stata riempita con il sangue di Gesù Cristo. I guardiani riempiono l'artefatto con il proprio sangue quando la passano ad un nuovo guardiano. Brayker rivela di avere ricevuto la chiave da un suo superiore in Francia durante la prima guerra mondiale, in quanto la chiave prolunga la vita di chi la custodisce.
Danny sparisce e quando Jeryline tenta di trovarlo viene tentata senza successo dal Collezionista, mentre Roach riesce a prendere la chiave da Brayker. Willy trova Danny nell'attico, ma quando torna giù il Collezionista riesce a possederlo. Willy posseduto assale Brayker, cerca di eliminarlo decapitandolo con un machete, ma il corpo di Willy continua ad attaccarlo finché Danny non lo ferma distruggendo la testa. Roach, pur di salvarsi, accetta di rimuovere una barriera e di consegnare la chiave al Collezionista, ma questo lo fa uccidere lo stesso dai suoi demoni. Intanto Irene e Bob hanno scoperto un bagaglio appartenuto a Wally pieno di armi, che egli voleva usare per massacrare il personale dell'ufficio postale dal quale è stato licenziato. Per fermare i demoni che sono entrati, Bob e Irene si sacrificano facendosi esplodere con delle granate.
Brayker, Jeryline e Danny si rifugiano nel campanile e dopo avere creato un'altra barriera su una finestra, il Collezionista possiede Danny attraverso dei fumetti e gli fa ferire mortalmente Brayker prima che Jeryline lo elimini spingendolo contro la barriera. Con le sue ultime forze, Brayker riempie la chiave con il proprio sangue e la affida a Jeryline come suo successore. Rimasta sola, Jeryline affronta il Collezionista stesso e al termine di uno scontro finale, riesce a distruggerlo gettandogli uno schizzo di sangue sacro addosso, che lo tramuta in un enorme mostro infernale prima di esplodere distruggendo l'edificio. Il mattino seguente, Jeryline decide di partire in autobus con la propria gatta, e quando sale a bordo crea una barriera all'entrata del veicolo. Alla fermata seguente, un uomo vestito come il Collezionista chiede al guidatore di proseguire senza di lui, Jeryline capisce che l'individuo è il successore del Collezionista e che da quel momento le darà la caccia. Il film si chiude con l'autobus che si allontana mentre il nuovo Collezionista prosegue a piedi fischiettando la sigla de I racconti della cripta.

### Epilogo
Il Guardiano della Cripta finisce di raccontare la storia spiegando che nonostante tutto Jeryline almeno sta girando per il mondo come desiderava, poi si prepara per presentarsi alla première del film (o come la chiama lui "tremière"). Sceso dalla sua limousine e dopo essere stato calorosamente accolto dal pubblico, il Guardiano viene confrontato dai produttori, che hanno intenzione di dimostrare il loro potere con un "taglio finale" alla pellicola. Il Guardiano, deliziato, si lascia decapitare con una ghigliottina.

## Sequel
Nel 1996 il film ha avuto un sequel intitolato Il piacere del sangue (Bordello of Blood).